# Eljonè Kruger
Eljonè Kruger (* 16. April 1998) ist eine südafrikanische Leichtathletin, die sich auf den Weitsprung spezialisiert hat und zu Beginn ihrer Karriere auch im Siebenkampf an den Start ging. 

## Sportliche Laufbahn
Erste internationale Erfahrungen sammelte Eljonè Kruger im Jahr 2017, als sie bei den Juniorenafrikameisterschaften in Tlemcen mit 4850 Punkten die Goldmedaille im Siebenkampf gewann. 2019 schied sie bei der Sommer-Universiade in Neapel mit 6,09 m in der Weitsprungqualifikation aus und verpasste auch mit der südafrikanischen 4-mal-100-Meter-Staffel mit 46,05 s den Finaleinzug. 2022 startete sie bei den Afrikameisterschaften in Port Louis und belegte dort mit 6,14 m den vierten Platz.
2021 wurde Kruger südafrikanische Meisterin im Weitsprung.

## Persönliche Bestleistungen
- 100 Meter: 11,69 s (+0,9 m/s), 8. Dezember 2020 in Potchefstroom
- Weitsprung: 6,42 m (0,0 m/s), 6. April 2019 in Stellenbosch
- Siebenkampf: 4850 Punkte, 2. Juli 2017 in Tlemcen